# Jelše (gmina Mirna Peč)
Jelše – wieś w Słowenii, w gminie Mirna Peč. W 2018 roku liczyła 25 mieszkańców.